# Церква на честь Покрови Пресвятої Богородиці (Кропивницький)
Церква на честь Покрови Пресвятої Богородиці — чинна мурована церква (ПЦУ) у місті Кропивницький.

## Загальна інформація та опис
Церква Покрови Пресвятої Богородиці в Кропивницькому розташована в центральній частині міста, але водночас у затишній місцині — історичному передмісті Ковалівка за адресою:
вул. Юрія Олефіренка, буд. 14, Кропивницький—25006, Україна.
Храм побудований за проектом відомого російського архітектора Костянтина Тона. Займався будівництвом міський архітектор Андрєєв, який, ймовірно, спроектував план внутрішнього оформлення церкви.
П'ятибанний храм збудовано в неоруському архітектурному стилі. В інтер'єрі церкви збереглися фрагменти розпису художника Ф. С. Козачинського 2-ї половини XIX століття.

## З історії храму
Перша церква на Ковалівці (тодішнє Єлисаветградське передмістя), згідно з церковними відомостями, було влаштовано в 1787 році — коштом парафіян і місцевих жителів Бульварної вулиці (нині вулиця Олефіренка) побудували дерев'яну православну церкву. 19 жовтня 1790 року священик Успенського Собору Дмитро Смолодович єдиний його престол освятив в честь Покрови Пресвятої Богородиці. Першим священиком храму був Федір Кедников (або Кедліков).
Той перший храм був не лише дерев'яним, а й не дуже великим, у зв'язку з чим уже 1824 року купець Петро Щедрін виділяє гроші на будівництво нового, кам'яного, у якому планувалося додати до вже існуючого престолу ще два — Вознесіння Христа Спасителя й апостола Петра.
Вже після смерті Щедріна будівництво церкви тривало за рахунок міської казни, й було завершене в 1849 році.
Для храму була відведена чимала ділянка землі, на якій старанням кліру й парафіян був розпланований сад. І хоча по другий бік залізниці була виділена територія під цвинтар, частина землі при Покровському храмі також використовувалася для поховання померлих храмових священнослужителів і найвидатніших парафіян. Дерев'яний же храм за ініціативою міщанина Петра Погорєлова та інших перенесли на кладовище за залізницею, посвятивши його іконі Богоматері.
У 1902 році архітектурний комплекс Свято-Покровського храму був доповнений двоповерховою будівлею в стилі класицизму. Тут стараннями настоятеля священика Сорокіна була відкрита однокласна церковна школа. Будівля збереглася дотепер.
Ковалівський Покровський храм був закритий 1932 року.
Від 1942 року служби в ньому поновилися, але на початку 1960-х років храм знову закрили.
Відтоді приміщення культової споруди використовували в найрізніший спосіб — тут ремонтували техніку, зберігали сіль і складували склотару.
У 1988 році церква повернена православним парафіянам в украй непридатному для відновлення служб стані. Не збереглася прилегла до храму історична територія, яка в 1960-ті роки була забудована 5-поверховими «хрущівками», знищені господарські споруди тощо. Таким чином, церковна територія скоротилася з 5 733 м² до 240 м².
Старанням багатьох людей служби в храмі Покрову Пресвятої Богородиці поновилися вже в 1989 році.
У Свято-Покровській церкві було здійснено відновлювальні роботи. Поставлений новий іконостас — різьблений, дерев'яний, подібний на той, що був у використанні в середині XIX століття і не зберігся в радянський час (художник Ігор Сиротюк, столяри: Сергій Куроп'ятник, Юрій Корня), зведена кам'яна огорожа.